# Pau Gasol
Pau Gasol Sáez (tiếng Catalunya: [ˈpaw ɣəˈzɔl], tiếng Tây Ban Nha: [ˈpaw ɣaˈsol]; sinh ngày 6 tháng 7 năm 1980) là cựu cầu thủ bóng rổ người Tây Ban Nha. Anh từng 6 lần được lựa chọn vào đội hình NBA All-Star và 4 lần vào đội hình All-NBA Team. Gasol giành 2 chức vô địch NBA liên tiếp cùng Los Angeles Lakers (2009 và 2010). Anh cũng là cầu thủ có quốc tịch ngoài Mỹ đầu tiên được trao giải thưởng NBA Rookie of the Year (Phát hiện của mùa giải NBA) năm 2002 trong màu áo Memphis Grizzlies. Gasol được công nhận rộng rãi là một trong những tiền phong chính xuất sắc nhất và là một trong những vận động viên bóng rổ châu Âu vĩ đại nhất mọi thời đại. Em trai của anh là Marc Gasol cũng là vận động viên bóng rổ chuyên nghiệp.
Gasol được Atlanta Hawks lựa chọn ở lượt thứ 3 ở kỳ draft năm 2001 nhưng ngay lập tức được đổi sang Vancouver Grizzlies. Anh vẫn đang giữ các kỷ lục về số lượt và điểm từ free throw tại Grizzlies. Sau 6 mùa giải tại Memphis, anh chuyển sang Los Angeles Lakers (2008–2014), Chicago Bulls (2014–2016), San Antonio Spurs (2016–2019) và Milwaukee Bucks (2019), trước khi giải nghệ tại đội bóng quê nhà FC Barcelona năm 2021.
Ở cấp độ đội tuyển quốc gia, Gasol từng đăng quang Giải vô địch bóng rổ thế giới vào năm 2006 tại Nhật Bản, 3 lần vô địch châu Âu EuroBasket (2009, 2011 và 2015), 2 Huy chương Bạc và 1 Huy chương Đồng tại Thế vận hội Mùa hè cho Đội tuyển bóng rổ quốc gia Tây Ban Nha. Anh cũng là chủ nhân danh hiệu Cầu thủ xuất sắc nhất FIBA World Cup 2006 và Cầu thủ xuất sắc nhất EuroBasket 2009 và 2015. Gasol hiện vẫn là cầu thủ ghi nhiều điểm nhất lịch sử EuroBasket.
Từ năm 2021, Gasol là thành viên của Ủy ban Olympic Quốc tế (IOC). Năm 2023, anh được vinh danh tại Đại sảnh Danh vọng Bóng rổ Naismith.